# Władysław Grabowski (fotograf)
Władysław Grabowski (ur. 15 października 1894 w Łodzi, zm. 26 listopada 1979 tamże) – polski fotograf, właściciel zakładu fotograficznego czynnego od 1920 do 1940 w Łodzi przy ul. J. Kilińskiego 146.

## Nauka, praca zawodowa, udział w wojnach
Po otrzymaniu matury, uczył się fotografii w Wiedniu i Krakowie. W czasie I wojny światowej walczył w Legionach w „Kompanii Śmierci”. Do Łodzi przybył około 1918. Brał udział w wojnie 1920 i został ranny w rękę.
Po rekonwalescencji wrócił do Łodzi i tu otworzył zakład fotograficzny. Zdobył ok. 1921 rzemieślnicze uprawnienia czeladnicze fotograficzne, a 10 maja 1937 uzyskał uprawnienia mistrzowskie wydane przez Izbę Rzemieślniczą w Łodzi. Na walnym zebraniu członków 16 lipca 1934 w Łodzi został wybrany Starszym Cechu Fotografów Województwa Łódzkiego. Położył znaczne zasługi dla cechu, będąc jedynym fotografem integrującym skłócone i nieaktywne środowisko. Na walnym zebraniu 14 marca 1939 złożył rezygnację z tej funkcji. Równocześnie z firmowaniem zakładu fotograficznego (zakładem zatrudniającym około 7 osób kierowała żona Helena, prowadząca też własną firmę) pracował w straży pożarnej.
Uprawiał kolarstwo w Towarzystwie Sportowym „Aurora”.
W II wojnie światowej w 1939 pomimo kalectwa, wstąpił do wojska. Zakład przejął jego uczeń – Waldemar Rode, Niemiec, prowadził go przez całą wojnę przenosząc jeszcze w 1939 do pobliskiego obszerniejszego lokalu przy ul. J. Kilińskiego 151. Po zakończeniu działań wojennych aresztowany przez Niemców i zesłany do obozu koncentracyjnego Auschwitz, uciekł z transportu i zamieszkał wraz z żoną w Warszawie, gdzie pracował w straży pożarnej i sprzedawał materiały fotograficzne.
W lutym 1945 powrócił do Łodzi, objął swój dawny zakład, który wkrótce, po rozwodzie, zostawił drugiej żonie, a sam otworzył nowy zakład fotograficzny przy ul. Piotrkowskiej 182. Uczył także fotografii w istniejącym od 1946 Technikum Fotograficznym i na Wydziale Budownictwa Politechniki Łódzkiej.

## Osiągnięcia edytorskie i autorskie w fotografii
Zbierał materiały do historii fotografii, miał obszerny fachowy księgozbiór, cenny zbiór migawek, obiektywów i aparatów. Prawdopodobnie wykonał, liczącą około 1000 zdjęć, dokumentację „Zjednoczonych Zakładów Scheibler i Grohman”. Jego częścią był album „United Industral Works K. Scheibler & L. Grohmann. Etablissements Industriels Société Anonym Lodz Poland – Pologne”.
W dwudziestoleciu międzywojennym wykonał ponad 150 zdjęć najważniejszych budynków użyteczności publicznej w Łodzi.
Jego autorstwa są zdjęcia w albumie z 145 pocztówkowymi fotografiami obiektów miasta z lat 1930–1939 wydanym w 1939.